# 亞茲德火神廟

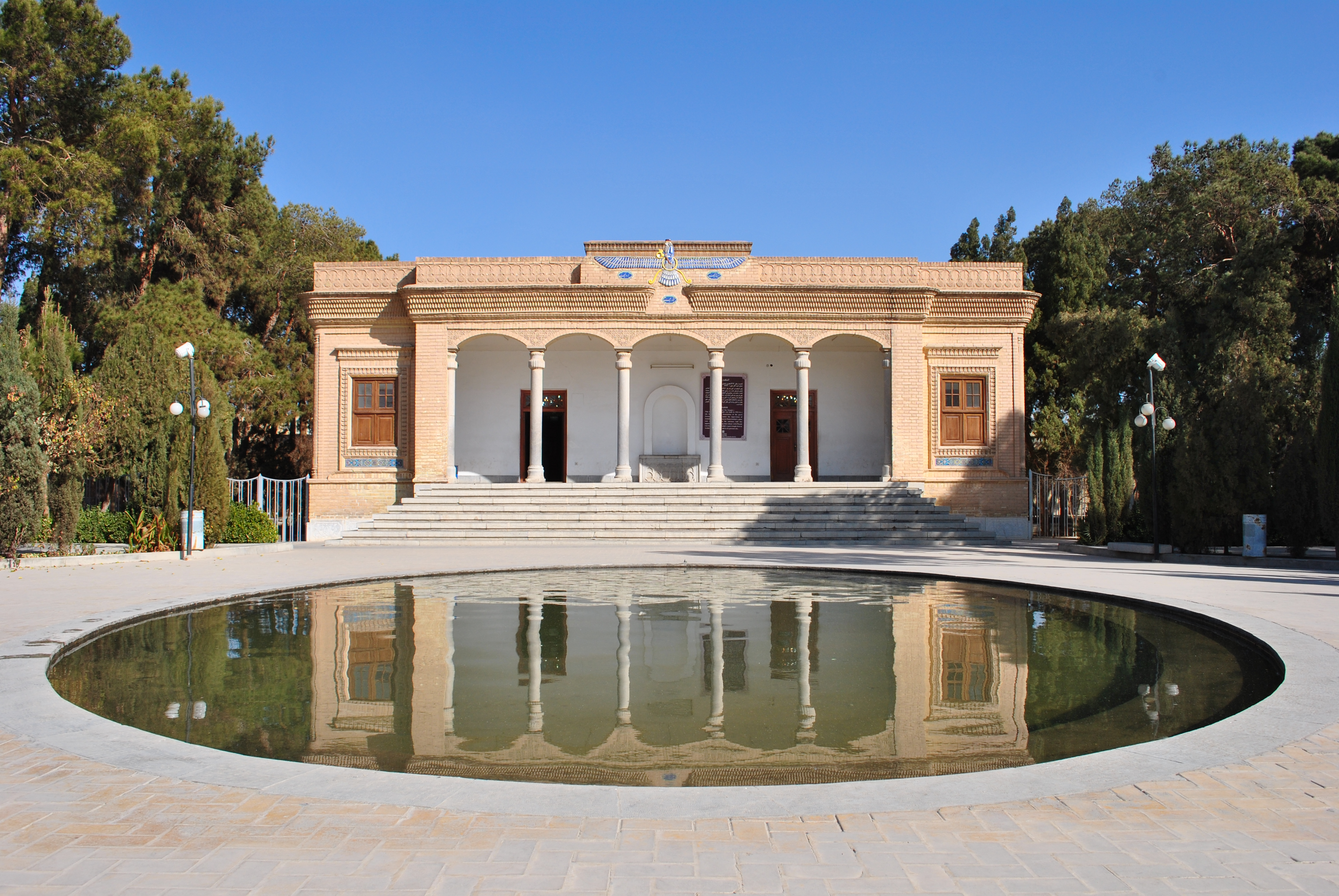
亞茲德火神廟

亞茲德火神廟（波斯語：‎），也被稱為Atashkadeh-e Yazd（آتشکدهیزد），是位於伊朗亞茲德省亞茲德的瑣羅亞斯德教火神廟。它從公元470年就開始供奉著Atash Bahram，意為“勝利之火”。Atash Behram是瑣羅亞斯德教中最高無尚的聖火，在世上只有九個聖火源，其中一個便供奉於亞茲德火神廟內，其他八個聖火源則在印度。。根據Sharifabad的Aga Rustam Noshiravan Belivani說法，Anjuman-i Nasiri（當時的瑣羅亞斯德教官員）在1960年代開放了亞茲德火神廟給非瑣羅亞斯德教徒的訪客參觀。

## 背景
這座寺廟位於設拉子東邊的亞茲德省，自公元前400年起瑣羅亞斯德教徒就開始於當地傳教.。寺廟位於Ayatullah Kashani大道，距離亞茲德機場6公里。
最早的最高等級火神廟是由薩珊王朝建造，用以對聖火展現崇敬，聖火即為瑣羅亞斯德教中主神阿胡拉·馬茲達的象徵。根據瑣羅亞斯德教的信仰，聖火由16種不同來源組成，包括閃電。

## 歷史
根據神廟中銘文記載，現今的火神廟建於1934年，建造它的資金由印度帕西人的瑣羅亞斯德教協會提供，並於Jamshid Amanat的指導下完成建造。據說自公元470年左右以來，聖殿的聖火就一直在燃燒，最初的火神廟由薩珊王朝建造，是位於拉爾丹南部帕爾斯地區的Pars Karyan火神廟。之後聖火被移到Aqda，並在那裡保存了700年。
聖火於1173年移至阿爾達坎附近的Nahid-e Pars寺廟，在那裡停留了300年，接著再次被移到亞茲德大祭司的房子裡，最後於1934年移至現在的火神廟供奉。
Manekji Limji Hataria為興建寺廟籌集了資金，因此在寺廟旁設置了他的半身像。雕像裝飾著瑣羅亞斯德教中太陽與月亮的神聖符號。

## 外觀

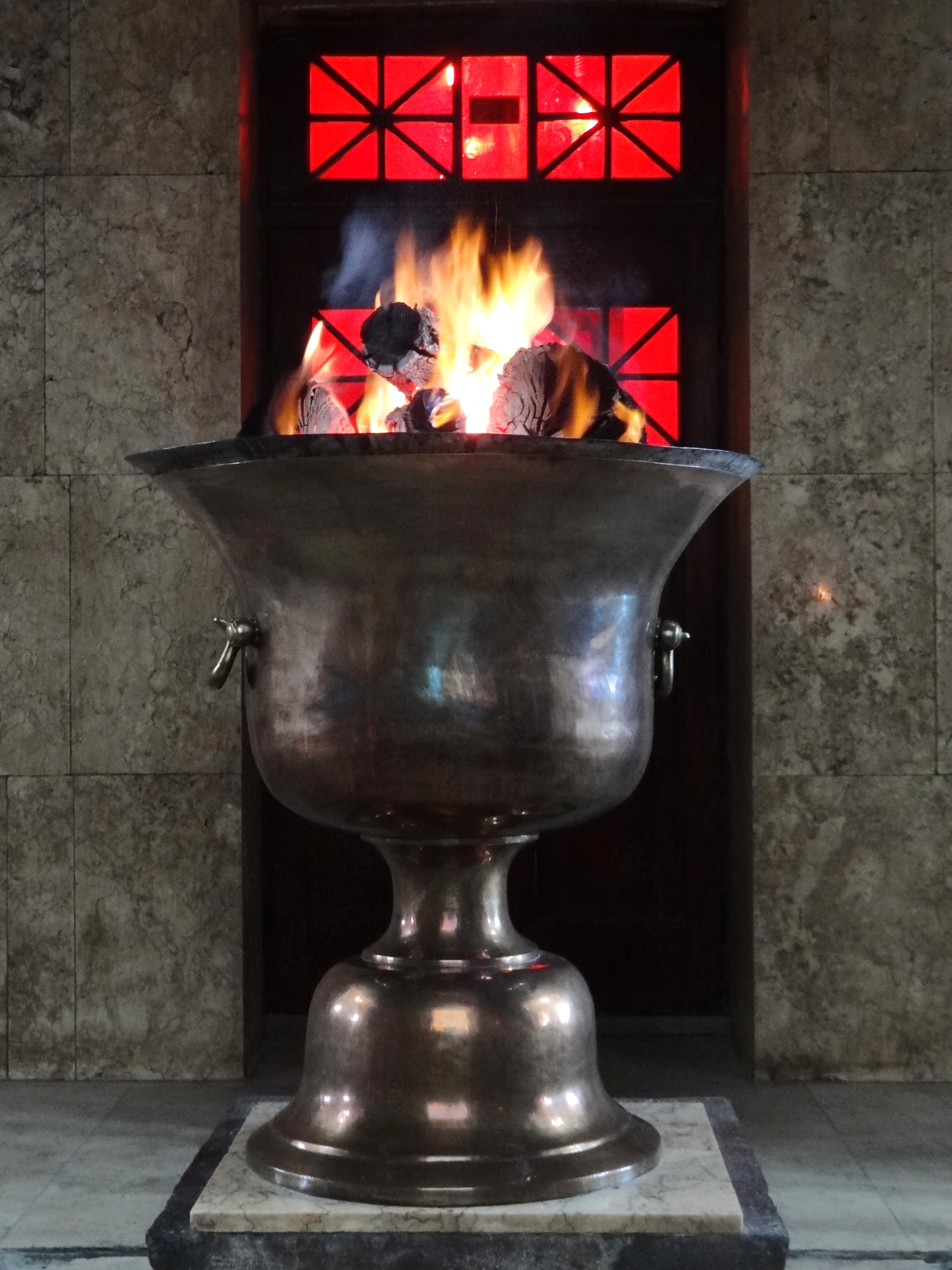
聖火放置在琥珀色的玻璃裝飾前

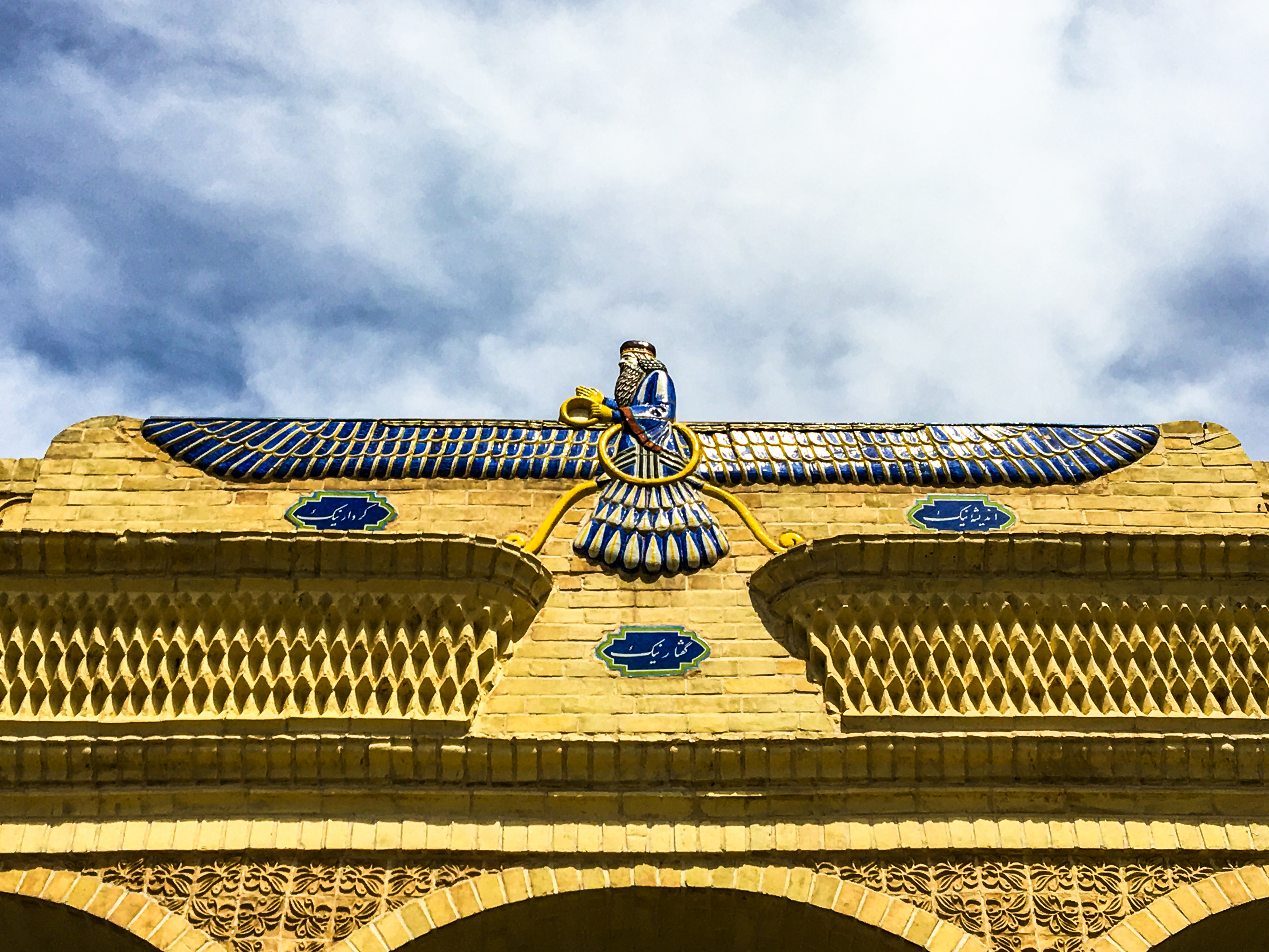
廟的前門上鑲嵌著阿胡拉·馬茲達神的翅膀

火神廟由孟買建築師設計，採用阿契美尼德王朝建築風格，以磚砌建築為主體，與印度的火神廟相似。火神廟周圍環繞著種有果樹的花園。在寺廟的前門上則嵌有阿胡拉·馬茲達神的翅膀。
只有瑣羅亞斯德教徒才能進入放置聖火的房間。非瑣羅亞斯德教徒只能從玻璃室外看。1960年代，Anjuman-i Nasiri向瑣羅亞斯德教徒以外的訪客開放了亞茲德火神廟。

## 照片集

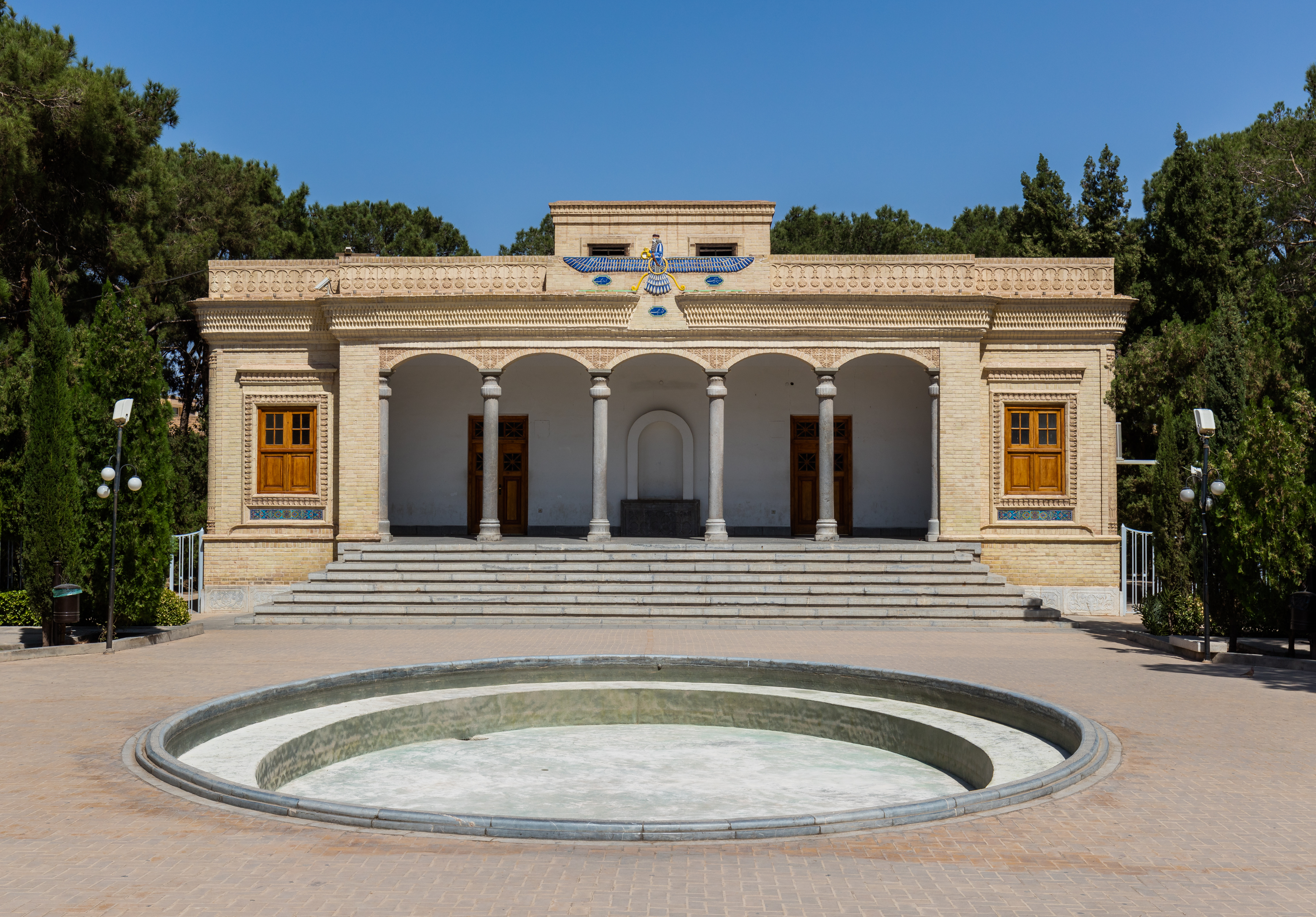
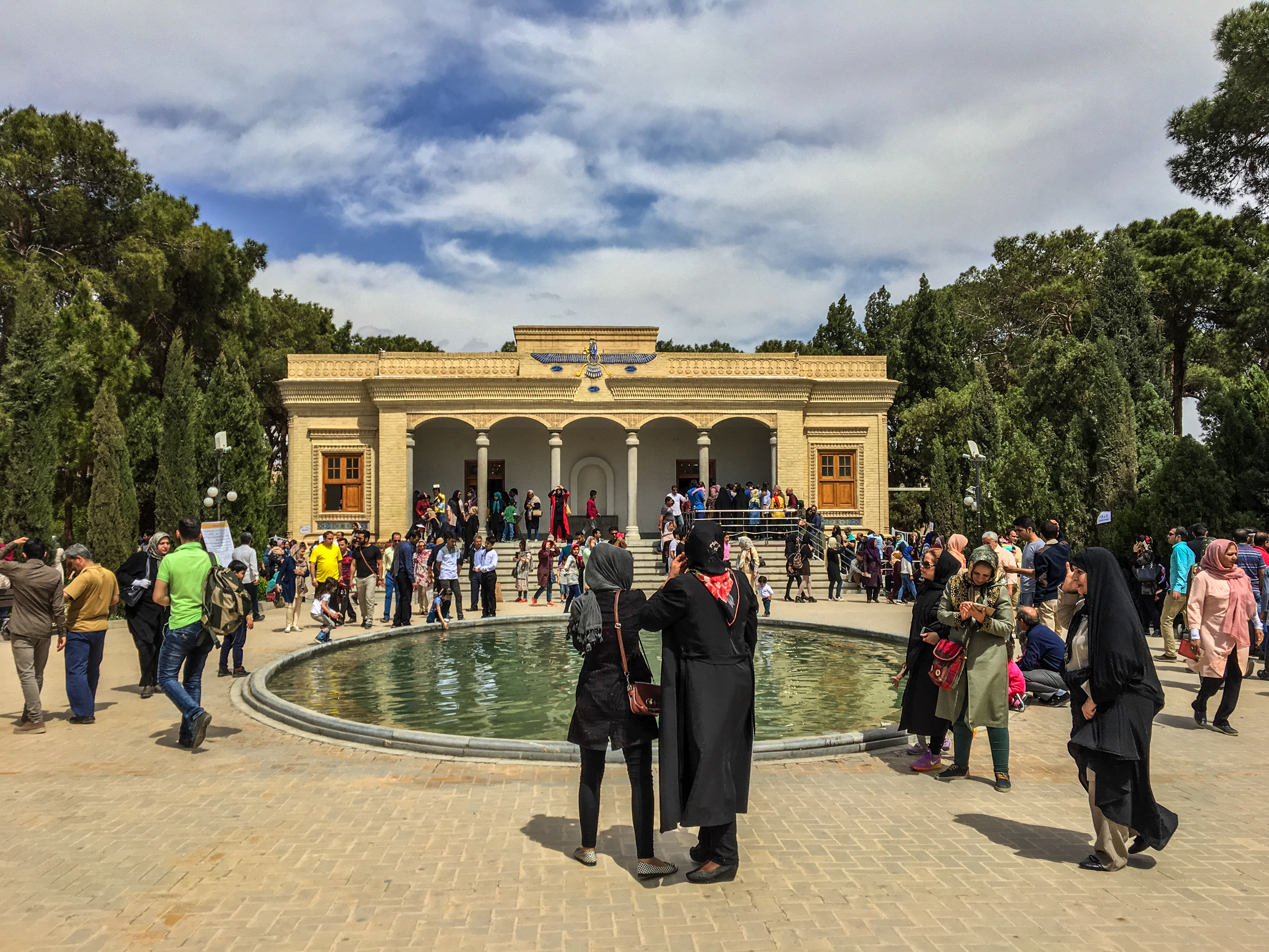
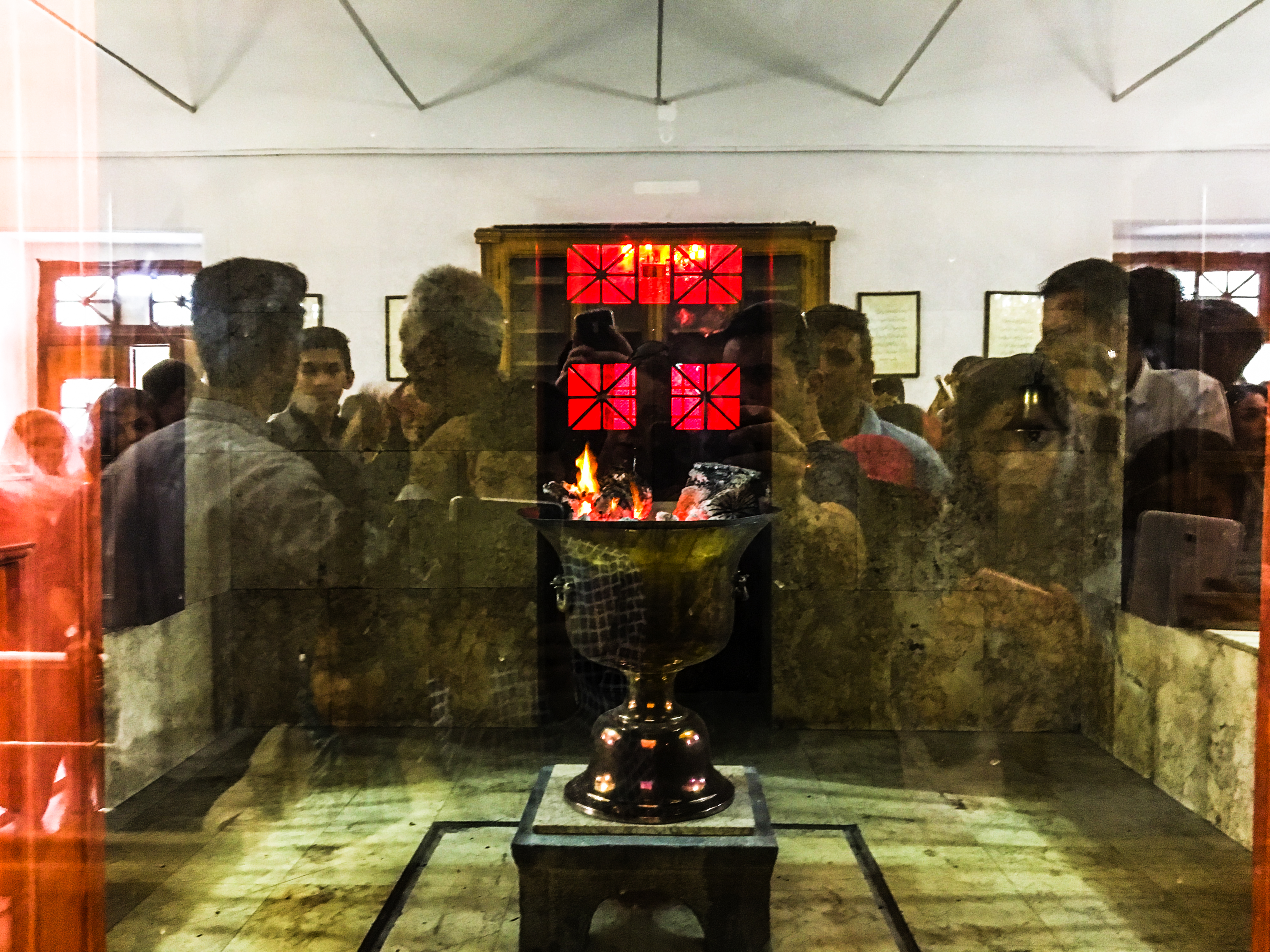
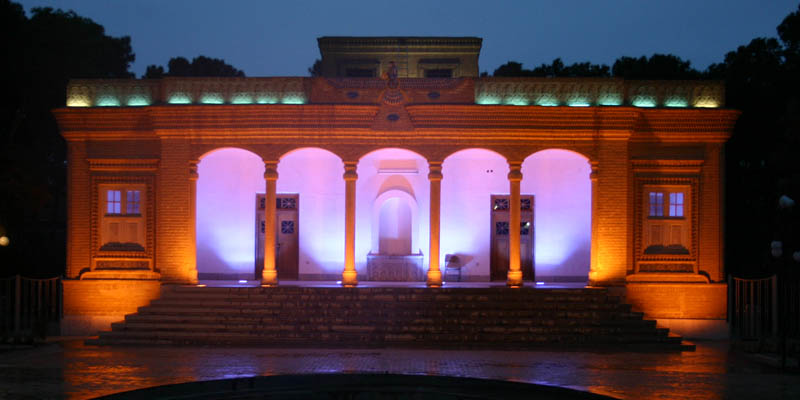
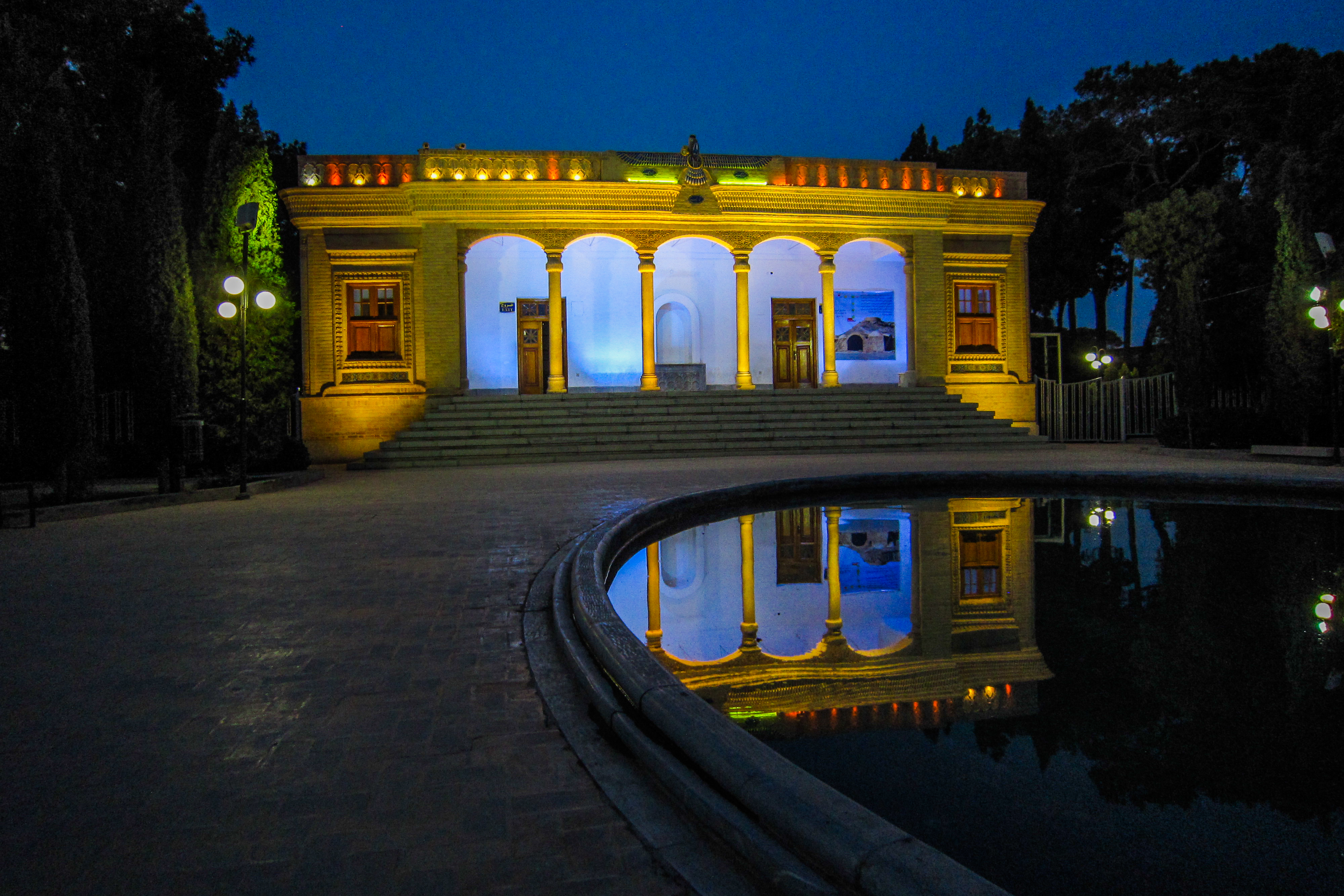